# 溢流式喷发

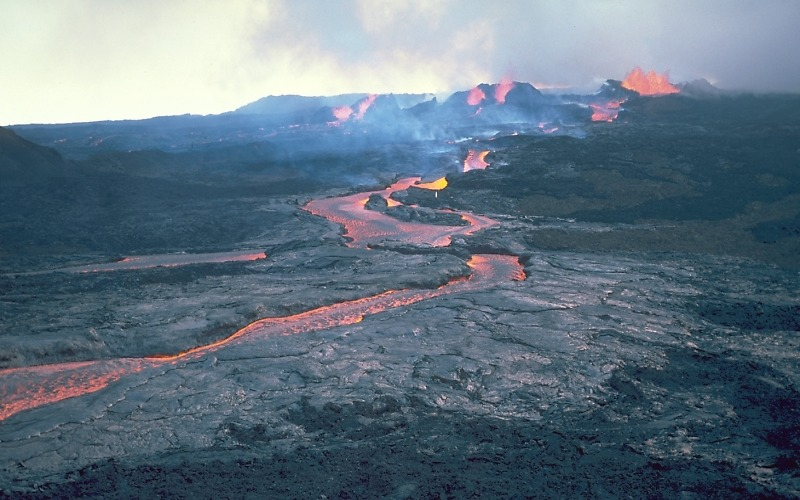
一场发生在1984年的溢流式喷发

溢流式喷发（effusive eruption）是一种火山喷发的形式，一般由玄武岩浆等流动性高、黏性低的岩浆产生。与岩浆直接快速喷出的爆裂式喷发不同，溢流式喷发中熔岩缓慢、稳定地从火山口流出。溢流式喷发形成的火山锥低矮，溢出的岩浆覆盖面广、会形成熔岩台地。
玄武岩喷发是最常见的溢流式喷发形式。硅元素含量较高的流纹岩喷发虽然一般会产生爆裂式喷发，但也可以形成流溢式喷发。